# Bactrocera armillata
Bactrocera armillata är en tvåvingeart som först beskrevs av Erich Martin Hering 1938. Bactrocera armillata ingår i släktet Bactrocera och familjen borrflugor.
Artens utbredningsområde är Myanmar. Inga underarter finns listade.